# Recalde (Buenos Aires)
Recalde es una localidad argentina del partido de Olavarría, localizado en el interior de la provincia de Buenos Aires. Está situada 100 km al noroeste de la ciudad de Olavarría y a 60 km de Bolívar.
Recalde surge por la donación de tierras por Damián Recalde y por el paso del tren en 1902. El pueblo se fundó el 6 de septiembre de 1911.
Recalde cuenta con la fiesta de “Recalde Crece” que se realiza para su aniversario. Hay dos centros tradicionalistas: el “Cauquén”, que anualmente realiza una doma y “Recalde amanece” que antiguamente realizaba un desfile por las calles. Anualmente hay una fiesta que se llama “Encuentro de domadores”.
Se encuentra el edificio de la Escuela N.º 10 que concurren alumnos de primaria y secundaria. La enseñanza preescolar tiene otro edificio.
Se puede visitar el Club Social y la capilla de la Virgen de la Medalla Milagrosa.
La actividad económica desarrollada es principalmente ganadera. En los campos hay grandes concentraciones de vacunos. 

## Toponimia
Su nombre es vasco, como Olavarría y Bolívar, significa "cerca del arroyo" y debe su nombre a Damián Recalde, que fue propietario de extensas tierras de la zona. Hay más de un lugar en el País Vasco con ese nombre, si bien es famoso el barrio de Bilbao.

## Población
Cuenta con 385 habitantes (Indec, 2010), lo que representa un incremento del 29% frente a los 297 habitantes (Indec, 2001) del censo anterior.
| Gráfica de evolución demográfica de Recalde entre 1991 y 2010 |
|                                                               |
| Fuente: Censos nacionales del INDEC                           |

La población de Recalde y el área rural dispersa cercana tiene un promedio de edad de 37, 36. Sin embargo, este dato no es representativo ya que presenta un coeficiente de variación de aproximadamente el 60%, lo cual implica que se trata de una población bastante heterogénea respecto a sus edades.

## Historia
Recalde debe su nombre a Damián Recalde que fue propietario de extensas tierras de la zona, si bien no se sabe mucho de él antes de morir, en la década del 50´ llamó a su mayordomo Juan Núñez y dejó un testamento a favor del pueblo y de la fundación “Eva Perón” donde decía que se debía construir en el pueblo una escuela para no videntes, el correo, la delegación municipal y el centro caminero.
El 21 de junio de 1911 se presentaron Damián Recalde y hermanos para solicitar al poder ejecutivo una autorización para fundar un pueblo en el partido de Olavarría y el 6 de septiembre se informó que habían sido aprobados por el gobierno los planos presentados. El plano del primer loteo del pueblo contrasta con la realidad, se representan prolijas manzanas, lotes muy urbanos y 3 plazas, pero en realidad las construcciones se muestran muy dispersas y separadas por grandes espacios vacíos.
El señor Recalde tomo la iniciativa de que se asentara una estación de ferrocarril en el lugar y para eso contó con el apoyo de otros ganaderos de la zona como la familia González. Cuenta la historia que como Damián Recalde dono terrenos de su estancia “el milagro”  para construir el pueblo, otros propietarios como Cayetano González Speroni hicieron lo mismo por lo que en un momento estuvo en duda que nombre se le iba a poner al pueblo, pero como Damián Recalde contaba con más territorio se le puso el nombre de Recalde. Pero en el SO de Recalde se encuentra el pueblo González Speroni o solo González.
Como el deseo de Damián Recalde era construir una estación de ferrocarril, una compañía inglesa en el año 1910 concluyó la construcción del ramal que en el 1911 inauguraría con el nombre de Recalde.
Por ser un núcleo rural, todo trabajo que se realizaba estaba relacionado con la actividad del campo. Entre los tamberos del comienzo del pueblo se encontraban los hermanos Recalde, Iturregui, Berho y Martiñano, y los agricultores, que labraban la tierra, Arguello e Izquindo. La economía del lugar siempre se basó en las actividades rurales, principalmente en el aspecto agro-ganadero. Hubo tiempo en que se consideró el ganado de la zona como uno de los mejores del país, por estas y otras causas las relaciones con las casas consignatarias de hacienda siempre fueron especiales e importantes. 
Los consignatarios tienen un rol importante con la gente de la zona, ya que muchos productores mantienen una relación con las empresas del ramo que datan de muchos años, puesto que la administración pasó de padres a hijos. Antes el ganadero depositaba dinero en la empresa consignataria como si utilizaran el banco y la retiraba según su necesidad, pero esto en la actualidad quedó en el olvido.
Según el último censo realizado, la localidad de Recalde tiene 300 Habitantes, de los cuales 295 se encuentran en el Padrón electoral.
Hasta el año 2017 el cargo de Delegado de cada localidad dependiente de la ciudad de Olavarría, eran designados por el Poder Ejecutivo Local. Hasta ese momento quienes desempeñaron dicho cargo fueron el Sr. Bun Daniel Guarrochena.
En las elecciones del año 2017, por la localidad de Recalde hubo dos candidatos a ocupar la banca de Delegado, resultando ganador con 117 votos positivos el Sr. Carlos Fernández Izaguirre. El cargo de Delegado dura dos años, son requisitos fundamentales para el mismo ser Ciudadano nativo de la Localidad de Recalde o una residencia de cinco años anteriores al momento del cierre de la postulación de candidatos. La votación se realizó en la Delegación municipal de Recalde. El principal aporte en que contribuyó el Sr. Delegado Fernández Izaguirre, fue la construcción del parque solar, que permitió una gran mejoría en el servicio de energía eléctrica.
En el año 2020 las elecciones fueron suspendidas, debido a la Pandemia Mundial COVID-19, continuando en el cargo el Sr. Fernández Izaguirre.

## Deportes
En fútbol, el pueblo ha participado en diversas ocasiones en los torneos de campaña obteniendo muchas veces buenos resultados. En el año 1973 Recalde ganó el campeonato rural de fútbol por primera vez al derrotar al club Belgrano de Mapis. Actualmente -2020- no participa en dicho certamen.
Otro deporte muy practicado en la localidad son las bochas, que es un deporte de precisión técnica y estratégica que tiene como objetivo colocar las propias bolas lo más cerca posible de la bola objetivo, llamada el bochín, y al mismo tiempo evitar que el oponente anote puntos,  o acerque sus bolas al mismo.
Por otra parte, también se practica la prueba de rienda, aunque en la actualidad no se hace con la frecuencia que se hacía y no concurre tanta gente como en años anteriores.